# Bhadratar
Bhadratar (nepalski: भद्रटार) – gaun wikas samiti w środkowej części Nepalu w strefie Bagmati w dystrykcie Nuwakot. Według nepalskiego spisu powszechnego z 2001 roku liczył on 722 gospodarstw domowych i 3961 mieszkańców (1936 kobiet i 2025 mężczyzn).